# Mazatlán

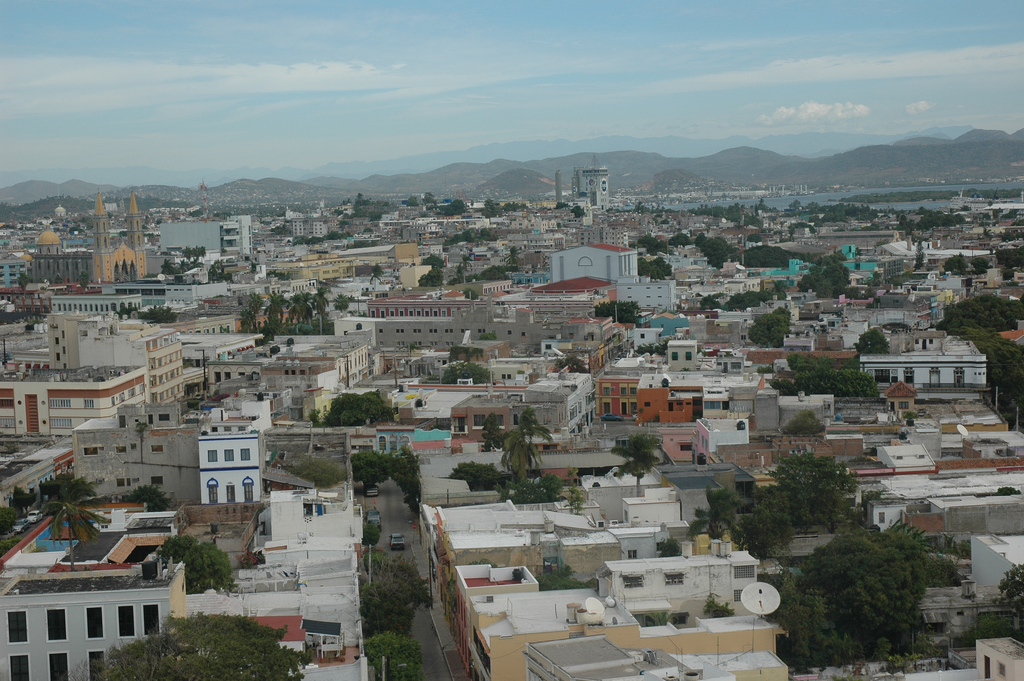
Historisches Stadtzentrum

Mazatlán ist eine Stadt in Mexiko. Sie liegt im Bundesstaat Sinaloa, dessen Verwaltungssitz die Stadt ist. Sie liegt am Pazifik, genau gegenüber der südlichsten Spitze der Baja California.
Mazatlán ist ein Wort aus der Sprache der Nahuatl und bedeutet „Platz des Hirsches“. Die Stadt wurde 1820 gegründet. In der Mitte des 19. Jahrhunderts kam eine große Gruppe deutscher Einwanderer in die Stadt, die Mazatlán zu einer blühenden Handels- und Hafenstadt ausbauten. Die Entwicklung der Stadt beruhte überwiegend auf dem Import von Ausrüstungsgegenständen für die nahe gelegenen Gold- und Silberminen. In der Zeit von 1859 bis 1873 war Mazatlán die Hauptstadt von Sinaloa. Im März 1900 gründeten drei deutschstämmige Braumeister die Cervecería del Pacífico.
Mazatlán mit seinen 340.000 Einwohnern (Stand 2000) ist die zweitgrößte Stadt im Staat Sinaloa und Mexikos größter Handelshafen, außerdem Verwaltungssitz des Municipio Mazatlán und Sitz des Bistums Mazatlán (Kathedrale von Mazatlán). Die Stadt ist ein beliebtes Touristenziel, zahlreiche Ferienhotels entlang des Strandes sind der sichtbare Beleg. Der Leuchtturm El Faro gilt mit seiner Lage von 152 Metern über dem Meeresspiegel als der am zweithöchsten gelegene der Welt nach dem von Gibraltar. Eine Autofähre gewährleistet die Handelsbeziehungen quer über den Golf von Kalifornien von Mazatlán nach La Paz.
Weit über die Stadtgrenzen hinaus bekannt sind unter anderem der Strand Olas Oltas und der an ihm vorbeiführende Paseo Olas Altas sowie das unter dessen Nummer 166 gelegene Hotel Belmar, in dem vor allem in den 1950er Jahren viele Hollywoodstars ihren Urlaub verbracht haben.
Im Jahr 2005 richtete Mazatlán die „Serie del Caribe“ aus. Dieses ist ein Baseball-Turnier mit Mannschaften aus Mexiko, Puerto Rico, Venezuela und der Dominikanischen Republik.
Mazatlán ist mit dem Flugzeug über den General Rafael Buelna International Airport erreichbar.

## Söhne und Töchter der Stadt
- Enrique Alonso (1923–2004), Schauspieler
- Juan Carrasco (1876–1922), Revolutionär und General
- Genaro Estrada Félix (1887–1937), Historiker und Diplomat
- Said Godínez (* 1975), Fußballspieler
- Antonio Haas (1923–2007), Journalist und Schriftsteller, nach dem in Mazatlán auch ein Theater benannt ist
- Lorena Herrera (* 1967), Schauspielerin
- Pedro Infante (1917–1957), Schauspieler und Sänger
- Ramón F. Iturbe (1889–1970), Offizier und Politiker
- Jesús Kumate Rodríguez (* 1924), Arzt und Politiker
- Antonio López Sáenz (* 1936), Maler und Bildhauer
- Enrique Patrón de Rueda, Dirigent
- Alejandro Quijano (1883–1957), Jurist und Journalist
- Sara Ramirez (* 1975), Schauspielerin
- Eduardo Ramos (* 1949), Fußballspieler
- Francisco Rodriguez (* 1981), Fußballspieler
- Ramón Rubin (* 1912), Schriftsteller
- Brian Sánchez (* 1989), Boxer („The Killer“)
- Sergio Sauceda (* 1973), Leichtathlet
- Lourdes Urrea (* 1954), Schriftstellerin und Schauspielerin
- Diego Valadés Ríos (* 1945), Jurist und Politiker
- Marco Verde (* 2002), Boxer
- Adolfo Wilhelmy (1887–1958), Schriftsteller

## Städtepartnerschaften
- Santa Monica,  Vereinigte Staaten
- Seattle,  Vereinigte Staaten
- Hamm,  Deutschland

## Klimatabelle
|                       | Jan  | Feb  | Mär  | Apr  | Mai  | Jun  | Jul   | Aug   | Sep   | Okt  | Nov  | Dez  |   |      |
| Mittl. Tagesmax. (°C) | 24,0 | 23,9 | 24,2 | 25,8 | 28,0 | 30,2 | 31,1  | 31,3  | 31,0  | 30,3 | 27,5 | 25,0 | ⌀ | 27,7 |
| Mittl. Tagesmin. (°C) | 15,8 | 15,2 | 15,8 | 17,6 | 20,6 | 24,4 | 25,2  | 25,1  | 24,9  | 23,7 | 19,9 | 17,2 | ⌀ | 20,5 |
|                       |      |      |      |      |      |      |       |       |       |      |      |      |   |      |
| Niederschlag (mm)     | 16,8 | 4,2  | 1,9  | 3,5  | 0,1  | 31,1 | 188,8 | 191,8 | 227,1 | 81,5 | 12,7 | 18,5 | Σ | 778  |
|                       |      |      |      |      |      |      |       |       |       |      |      |      |   |      |
| Regentage (d)         | 1,4  | 0,7  | 0,2  | 0,4  | 0,0  | 3,1  | 12,9  | 12,7  | 11,9  | 4,2  | 1,2  | 1,8  | Σ | 50,5 |

| 15,8 |

| 15,2 |

| 15,8 |

| 17,6 |

| 20,6 |

| 24,4 |

| 25,2 |

| 25,1 |

| 24,9 |

| 23,7 |

| 19,9 |

| 17,2 |

| 15,8 |

| 15,2 |

| 15,8 |

| 17,6 |

| 20,6 |

| 24,4 |

| 25,2 |

| 25,1 |

| 24,9 |

| 23,7 |

| 19,9 |

| 17,2 |